# Max Sabass
Maximilian Wolfgang Rudolf Sabass (ur. 31 października 1874 w Roździeniu, zm. 13 kwietnia 1946 w Bad Dürrenberg) – niemiecki przemysłowiec, poseł na Sejm Śląski I kadencji w II RP. 

## Życiorys
Urodził się 31 października 1874 w Roździeniu, jako syn sztygara Rudolfa Sabassa i Waleski z domu Langer.
Był dyrektorem huty Laura. Stał również na czele Górnośląskiego Związku Przemysłu Górniczo-Hutniczego. Po 1922 zasiadał w kierownictwie Deutsche Partei. Z jej ramienia w 1922 został wybrany posłem na Sejm Śląski, w którym pełnił obowiązki szefa klubu mniejszości niemieckiej. W czasie II wojny światowej stał na czele koncernu Reichswerke Hermann Göring. 
W latach międzywojennych mieszkał w Katowicach przy ówczesnej ulicy Zamkowej.